# رودزیر
رودزیر، روستایی در دهستان رودزیر بخش علا شهرستان صیدون در استان خوزستان ایران است. این روستا، مرکز دهستان رودزیر است.

## جمعیت
بر پایه سرشماری عمومی نفوس و مسکن در سال ۱۳۹۵، جمعیت این روستا برابر با ۸۹۰ نفر (۲۰۵ خانوار) بوده‌است.